# 叶在馥
叶在馥（1888年—1957年），广东省番禺县人，造船专家。中国造船工程学会创始人之一、大连造船厂建厂委员会总工程师。

## 生平
1888年，生于广东省番禺县，祖籍福建省闽侯县。1903年，考入广东黄埔水师学堂驾驶班，毕业后派至北洋舰队“通济”号练习舰实习。1908年，调至“海圻”舰当见习官。1912年考入英国格拉斯哥大学造船系，1915年进入美国麻省理工学院。学成回国，由海军部以差遣员名义派至海军江南造船所工作。1918年为江南造船所技术员，1920年提升为副工程师，两年后任工程师。1926年升任主任工程师，负责主持设计工程。至1937年，共设计完成大小船舶299艘。1937年，带领一部分工程技术人员抵达重庆，被聘任民生机器厂设计室主任两年后升任总工程师。1938年，由于原麻省理工学院南京校友会的活动无法照常进行，与顾毓珍、吴大榕等人组织了临时的麻省理工学院重庆校友会。1943年，与王公衡、张文治等人共同筹建中国造船工程学会成立。1946年，负责设计中国当时最大的川江轮“民俗”号，两年后完工。
1952年回上海工作，任船舶工业局产品设计室技术顾问。1956年当选为上海市人民代表。1957年10月6日病逝。

## 主要论著
- 叶在馥．利用LSW登陆艇的主机--一艘新型客货江轮的设计．交大造船1947(创刊号)．
- 叶在馥．说川江轮．交大造船1948(1-2)．
- 叶在馥．最大川江轮的尝试--'民俗'轮的设计与建造．中国造船，1948．12，(总2)．